# Јанис Манијатис
Јанис Манијатис (грч. Γιάννης Μανιάτης; Ливадија, 12. октобар 1986) грчки је фудбалер, који тренутно игра за Аланијаспор и фудбалску репрезентацију Грчке.

## Каријера
У професионалној каријери је наступао само за два клуба. Поникао је у нижеразредном фудбалском клубу АО Тива. Од 2003. је у Паниониосу, за који је играо осам сезона. Укупно на 164 утакмице постигао је осам голова. Већину времена је играо у првом тиму. У 2009, потписао је нови уговор са Паниониосом на четири године, али 2011. прелази у редове Олимпијакоса.
Са тимом је освојио четири грчка првенства и два купа.

## Репрезентација
Током 2006-2007, био је у младој репрезентацији Грчке. Играо је на 14 утакмица и постигао један гол. За грчки А тим игра од 2010. Прву утакмицу за репрезентацију одиграо је 11. августа 2010 против Србије.
После одличне сезоне у Олимпијакосу, уврштен је међу 23 играча који су представљали Грчку на Светском првенству 2014. у Бразилу.
Голови за репрезентацију
| #  | Датум        | Место                | Противник  | Гол | Резултат | Такмичење   |
| -- | ------------ | -------------------- | ---------- | --- | -------- | ----------- |
| 1. | 7. јун 2016. | Доклендс, Аустралија | Аустралија | 2-0 | 2-1      | Пријатељска |

## Трофеји
- Суперлига Грчке (4): 2010/11, 2011/12, 2012/13, 2013/14.

- Куп Грчке (2): 2012, 2013.